# 選択的アンドロゲン受容体修飾薬
選択的アンドロゲン受容体修飾薬（Selective androgen receptor modulator；SARMs）は、特定の組織においてアンドロゲン受容体を選択的に活性化し、筋肉および骨の成長を促進しつつ、前立腺のような男性生殖組織への影響を最小限に抑える薬物の一種である。ステロイドではない。
非選択的なステロイド系薬物であるアナボリック・アンドロゲン・ステロイド（AAS）は、さまざまな医療目的で使用されてきたが、副作用がその使用の上で大きな問題であった。1998年、研究者たちは新しい非ステロイド系化合物であるSARMsを発見した。これらの化合物はアンドロゲン受容体を選択的に刺激し、骨密度の向上や筋肉量の増加など、骨や筋肉に強力な効果を発揮する一方で、生殖組織への影響は最小限に抑えられる。
SARMsは、骨粗鬆症、悪液質（消耗症候群）、良性前立腺肥大症、ストレス性尿失禁、乳がんの治療において、人間を対象とした研究が行われてきた。2023年時点では、アメリカ食品医薬品局（FDA）や欧州医薬品庁（EMA）によって承認されたSARMsは存在しない。臨床試験における副作用は稀であり軽度であるが、SARMsは肝酵素の上昇、HDLコレステロール値の低下、視床下部‐下垂体‐性腺軸（HPG軸）の抑制などの副作用を引き起こす可能性がある。
21世紀初頭以来、SARMsはドーピングに使用されており、2008年には世界アンチ・ドーピング機構（WADA）によって禁止された。SARMsはインターネットを介したグレー市場で容易に入手可能であり、筋肉増強を目的として娯楽的に使用されることが一般的である。

## テストステロンとの比較

テストステロンの構造式

現在、男性ホルモン補充療法に使用されているアンドロゲンは、テストステロンまたはテストステロンエステルの注射剤または皮膚貼付薬が一般的である。エナント酸テストステロン、プロピオン酸テストステロン、シピオン酸テストステロン等の注射剤では、注射後すぐに高値になり、その後低値になるなど、テストステロンの血中濃度に好ましくない変動が見られる。皮膚貼付薬は、テストステロンのより良い血中濃度プロファイルを提供するが、皮膚への刺激と毎日の適用がその有用性を制限している。
SARMは、経口投与が可能でありながら、異なる組織のアンドロゲン受容体を選択的に標的とする分子を設計する能力を提供する。この分野の研究の目的は、テストステロンの反応をカスタマイズし、治療の対象となる組織はテストステロンと同じように反応し、望ましくない副作用が発生する他の組織は反応しない医薬品を開発する事である。
しかし、いくつかの非ステロイド系アンドロゲンは、同化作用とアンドロゲン作用の比率が、1:1のテストステロンと比較して、3:1以上、最大で90:1（RAD-140）となっています。
理想的なSARMは、前立腺等の組織にアンドロゲン作用を齎す事なく、筋肉や骨の組織に同化作用をもたらす真の選択性を持っていない。開発中の幾つかの非ステロイド系アンドロゲンは、同化作用とアンドロゲン作用の比率が1:1のテストステロンと比較して、3:1以上、最大で90:1である（RAD-140）。

RAD140の構造式

より強力で選択性の高いSARMの研究が続けられており、経口バイオアベイラビリティや生体内での半減期の増加等の特性の最適化が模索されている。また、組織選択性のあるSARMが初めて実証されたのは2003年であるが、これまでに試験された化合物は第一世代のSARMに過ぎず、今後の開発により、現在入手可能なものよりも選択性の高い薬剤が生まれる可能性がある。

### 男性での選択性
例えば、骨減少症や骨粗鬆症の高齢男性で、明らかな性腺機能低下症の兆候がない場合、骨や筋肉組織にのみ効果があり、前立腺や精巣への作用が少ないSARMが望ましいと考えられる。

### 女性での選択性
女性用のSARMは、男性性徴の発現（男性化）、LDL/HDL比の上昇、肝機能障害等の副作用がなく、アンドロゲンが影響を与える骨の保持や性欲などの機能を刺激することが理想的である。

## 実例

### 臨床試験中

エノボサームの構造式

- エノボサーム（英語版） – 最も知られているSARMの一つで、筋肉と骨の両方に作用し、主に骨粗鬆症の治療を目的としているが、更年期障害の一般的な治療や、高齢者の筋肉のサルコペニアの回復、がん患者の悪液質の改善にも効果がある[11]。
- BMS-564929（英語版） – 主に筋肉の成長に影響を与え、男性更年期障害の症状に対する一般的な治療を目的としている
- リガンドロール（英語版） – エノボサーム同様の作用

### 前臨床試験
- AC-262536（英語版）[12]
- LGD-2226 – 筋肉と骨の両方に作用
- LGD-3303（英語版）[13]
- S-40503（英語版） - 骨組織への選択性があり、特に男性化傾向が低く、骨粗鬆症を目的とする女性への使用に適している可能性がある
- S-23（英語版） - 男性ホルモン型避妊具として開発中[14]
- RAD140（英語版）[15]

### 開発中止薬
- アセトチオルタミド（英語版）：in vitro では高親和性のARフルアゴニストだが、in vivo では薬物動態が悪いため活性が非常に低い[16]
- アンダリン（英語版）[17] - 部分作動薬で、主に前立腺肥大症の治療を目的とする
- LG121071（英語版）[18][19]
- TFM-4AS-1（英語版）
- YK-11（英語版）

## 参考資料
1. ↑  “Pharmacodynamics of selective androgen receptor modulators”. The Journal of Pharmacology and Experimental Therapeutics 304 (3):  1334–40. (March 2003). doi:10.1124/jpet.102.040840. PMC 2040238. PMID 12604714.
2. ↑  “Bone anabolic effects of S-40503, a novel nonsteroidal selective androgen receptor modulator (SARM), in rat models of osteoporosis”. Biological & Pharmaceutical Bulletin 26 (11):  1563–9. (November 2003). doi:10.1248/bpb.26.1563. PMID 14600402.
3. ↑  “Pharmacological and x-ray structural characterization of a novel selective androgen receptor modulator: potent hyperanabolic stimulation of skeletal muscle with hypostimulation of prostate in rats”. Endocrinology 148 (1):  4–12. (January 2007). doi:10.1210/en.2006-0843. PMID 17008401.
4. ↑  Aethyta (2015-10-19), English: Structure of RAD140. 2017年9月21日閲覧。
5. ↑  “Synthesis and SAR of tetrahydropyrrolo[1,2-b][1,2,5]thiadiazol-2(3H)-one 1,1-dioxide analogues as highly potent selective androgen receptor modulators”. Bioorganic & Medicinal Chemistry Letters 17 (16):  4487–90. (August 2007). doi:10.1016/j.bmcl.2007.06.007. PMID 17574413.
6. ↑  “Design, synthesis, and in vivo SAR of a novel series of pyrazolines as potent selective androgen receptor modulators”. Journal of Medicinal Chemistry 50 (16):  3857–69. (August 2007). doi:10.1021/jm0613976. PMID 17636947.
7. ↑  “Selective androgen receptor modulators based on a series of 7H-[1,4]oxazino[3,2-g]quinolin-7-ones with improved in vivo activity”. Bioorganic & Medicinal Chemistry Letters 18 (9):  2967–71. (May 2008). doi:10.1016/j.bmcl.2008.03.062. PMID 18400499.
8. ↑  “Selective androgen receptor modulators--prospects for emerging therapy in osteoporosis?”. Journal of Musculoskeletal & Neuronal Interactions 5 (4):  355. (2005). PMID 16340136.
9. ↑  “SARM for women”. (2020年).  オリジナルの2020年6月10日時点におけるアーカイブ。 {{cite news}}: |archive-date=と|archive-url=の日付が異なります。（もしかして：2020年10月6日） (説明)⚠
10. ↑  “Selective androgen receptor modulators (SARMs): a novel approach to androgen therapy for the new millennium”. The Journal of Clinical Endocrinology and Metabolism 84 (10):  3459–62. (October 1999). doi:10.1210/jc.84.10.3459. PMID 10522980.
11. ↑  M.S. Steiner (June 2010). “Effect of GTx-024, a selective androgen receptor modulator (SARM), on stair climb and quality of life (QOL) in patients with cancer cachexia”. J Clin Oncol 28 (1534). doi:10.1200/jco.2010.28.15_suppl.9147.
12. ↑  “Pharmacological characterization of AC-262536, a novel selective androgen receptor modulator”. The Journal of Steroid Biochemistry and Molecular Biology 109 (1–2):  129–37. (March 2008). doi:10.1016/j.jsbmb.2007.11.001. PMID 18164613.
13. ↑  “Pharmacokinetics and pharmacodynamics of LGD-3303 [9-chloro-2-ethyl-1-methyl-3-(2,2,2-trifluoroethyl)-3H-pyrrolo-[3,2-f]quinolin-7(6H)-one], an orally available nonsteroidal-selective androgen receptor modulator”. The Journal of Pharmacology and Experimental Therapeutics 328 (2):  663–70. (February 2009). doi:10.1124/jpet.108.146811. PMID 19017848.
14. ↑  “Preclinical characterization of a (S)-N-(4-cyano-3-trifluoromethyl-phenyl)-3-(3-fluoro, 4-chlorophenoxy)-2-hydroxy-2-methyl-propanamide: a selective androgen receptor modulator for hormonal male contraception”. Endocrinology 150 (1):  385–95. (January 2009). doi:10.1210/en.2008-0674. PMC 2630904. PMID 18772237.
15. ↑  “Design, Synthesis, and Preclinical Characterization of the Selective Androgen Receptor Modulator (SARM) RAD140”. ACS Medicinal Chemistry Letters 2 (2):  124–9. (February 2011). doi:10.1021/ml1002508. PMC 4018048. PMID 24900290.
16. ↑  “Pharmacology, pharmacokinetics, and metabolism of acetothiolutamide, a novel nonsteroidal agonist for the androgen receptor”. The Journal of Pharmacology and Experimental Therapeutics 304 (3):  1323–33. (March 2003). doi:10.1124/jpet.102.040832. PMID 12604713.
17. ↑  “Selective Androgen Receptor Modulator (SARM) treatment prevents bone loss and reduces body fat in ovariectomized rats”. Pharmaceutical Research 24 (2):  328–35. (February 2007). doi:10.1007/s11095-006-9152-9. PMC 2039878. PMID 17063395.
18. ↑  “Discovery of a potent, orally active, nonsteroidal androgen receptor agonist: 4-ethyl-1,2,3,4-tetrahydro-6- (trifluoromethyl)-8-pyridono[5,6-g]- quinoline (LG121071)”. Journal of Medicinal Chemistry 42 (2):  210–2. (January 1999). doi:10.1021/jm9806648. PMID 9925725.
19. ↑  “Pharmacokinetics and pharmacodynamics of nonsteroidal androgen receptor ligands”. Pharmaceutical Research 23 (8):  1641–58. (August 2006). doi:10.1007/s11095-006-9024-3. PMC 2072875. PMID 16841196.